# Deme Károly
kovásznai Deme Károly (Rónaszék, 1857. szeptember 13. – Pápa, 1926. február 14.) polgári iskolai tanár, pedagógiai író.

## Életpályája
1867-ben elvesztette édesapját, így nagybátyja Deme József plébános nevelte fel. Alsó iskoláit Rónaszéken végezte el. 1880–1881 között segédtanitó volt Ecséden. 1881–1882 között Hatvanban volt segédtanító. 1883-ban leánynevelő-intézetet állított fel 8 (6 elemi+2 felső) osztállyal, amely három év múlva megszünt. 1886-ban, Budapesten polgári iskolai tanárrá képesítette magát; a titeli állami polgári iskola rendes tanára lett. 1887-ben Aranyosmaróton az állami felső (és elemi) leányiskola igazgatója lett. 1897–1902 között Az Egységes Nemzeti Közoktatás című hetilap szerkesztője volt. 1906-ban a mátészalkai, 1911-ben a kolozsvári polgári fiúiskola igazgatója volt. 1916-ban nyugdíjba vonult. 1920-tól – rossz körülmények között – Pápán élt.

## Családja
Szülei: Deme János (?-1867) és Kulinyák Terézia voltak. 1884-ben házasságot kötött Rill József (1839–1909) tanfelügyelő leányával, Rill Vilmával.

## Művei
- Magyar nyelvtanítás (Budapest-Pozsony, 1889)
- Magyar Nyelvtan a népiskolai tanítás czéljaihoz alkalmazva (1890)
- Magyar nyelvtan mondattani alapon. A polgári és középiskolák I. és II. osztálya számára (Budapest, 1891)
- Rendszeres magyar nyelvtan és a hangsúlyos verselés. A polgári- és középiskolák III. osztálya részére (Budapest, 1892)
- Magyarország helyzete és a népek harca (Kolozsvár, 1913)
- Magyarország katasztrófája (Pápa, 1923)